# Navadna arnika
Navadna arnika ali tudi samo arnika (znanstveno ime Arnica montana) je zaščitena zdravilna rastlina. Latinsko rodovno ime izhaja iz starogrške besede ἀρήν (aren), ki pomeni jagnje oziroma ovca, opisuje pa mehke, z dlačicami poraščene liste arnike. Njeno priljubljenost odražajo številna ljudska imena: aronk, brdnja, črvivec, gorski kokovičnik, gorska svetlica, hribovski primožki, kukovičnik, materinski koren, moravka, planinski pečnik, rumena krsnica, sončica, roža sv. Antona, svetlica, volčji zob.

## Opis rastline
Je večletna, od 20 do 60 cm visoka rastlina. Raste na slabši zemlji, po zakisanih travnikih, košenicah, planinskih travnikih, visokih barjih po vsej Sloveniji od nižin do visokogorja (prvotno je bila značilna za gorska področja Evrope). Zaradi pretiranega nabiranja in gnojenja travnikov postaja čedalje redkejša, spada med ogrožene rastlinske vrste.
Velik problem pri rasti arnike je tudi v tem, da arnike montane ali gorske arnike ne moremo gojiti. Rastlina namreč hoče rasti v simbiozi z drugimi rastlinami na tisti mikroklimi, ki jo je sama izbrala. Sadike zelo hitro pridejo iz semena, če jo posejemo, vendar potem noče uspevati. Arnika montana se tako ne more gojiti. Goji pa se druga vrsta, tako imenovana ameriška arnika, vendar ta nima istih učinkovin kot jih ima arnika, ki raste v naravi.
Rastlina ima večinoma eno steblo, včasih tudi več manjših. Listi so jajčasti, dolgi 7 cm, značilno mehko dlakavi in izraščajo predvsem iz prizemnega venca. Nekaj manjših lahko raste po parih tudi višje na stebelcih. Prepoznamo jo po 6 do 8 cm velikem oranžno rumenem koškastem socvetju. Socvetje obdaja 18 do 24 ostrih listov ovojka, pokritih z rumenimi dlačicami. Cvetovi v socvetju so cevasti in jezičasti.

## Zdravilne učinkovine
Zdravilne učinkovine se nahajajo v glavnem v cvetovih (Arnicae flos), ponekod uporabljajo tudi celo cvetoče zelišče (Arnicae herba) in korenike (Arnicae rhizoma).
Cvetovi vsebujejo veliko karotenoidov, ki jim dajejo značilno rumeno barvo. Eterična olja med drugim vsebujejo terpenoide in derivate timola. Grenak okus pripravkom iz arnike dajejo seskviterpenski laktoni (helenalin, dihidrohelenalin in njuni  estri).
V drogi arnike so prisotni še triterpenoidi, fitosteroli, polisaharidi, fenolne kisline, kumarini, polialkini in flavonoidi (glikozidi hispidulina, patuletina, betuletola, spinacetina in kvercetagetina).

## Uporaba
Pogost pripravek je tinktura arnike, razredčena z vodo. V medicini se uporablja predvsem zunanje in sicer za obkladke pri kožnih vnetjih po piku žuželk in ožigih meduz, turih, oteklinah zaradi poškodb, zvinih in udarninah, podplutbah, povrhnjem vnetju ven, mišičnih in sklepnih bolečinah, pa tudi za izpiranje vnete ustne in žrelne sluznice. V obliki krem ali gelov se uporablja pri revmatičnih težavah. Tradicionalno se uporablja pri omejenih površinskih in sončnih opeklinah.
Pripravki iz arnike se zaradi toksičnosti seskviterpenskih laktonov praviloma uporabljajo zunanje. Notranje se lahko uporablja močno razredčena v homeopatskih pripravkih.
Tinkturo arnike pripravimo z namakanjem 10 g cvetov arnike v 100 g razredčenega alkohola (ali močnega žganja). Tinkturo lahko nadomestimo z alkoholaturo: 100 g svežih, razrezanih cvetov namakamo v 100 g koncentriranega etanola.
V živinozdravstvu se razredčena tinktura uporablja za čiščenje in hitrejše celjenje ran. Posušeno in v prah zdrobljeno zel dajejo živini, ki nima apetita in pri črevesnih kolikah.

## Neželeni učinki in opozorila
Odsvetuje se nanašanje pripravkov na poškodovano (ranjeno) kožo, saj lahko povzročijo edematozni dermatitis in ekcem, pogosto nastane tudi navzkrižna reakcija na druge rastline iz družine nebinovk (Asteraceae). Koncentrirani pripravki lahko izzovejo celo nekrozo kože. Odsvetuje se dolgotrajna uporaba arnike.
Peroralna uporaba je prepovedana. Ob zaužitju lahko pride do zastrupitve, ki se kaže z bruhanjem, glavobolom, bolečinami v trebuhu, palpitacijami, težavami z dihanjem, v najslabšem primeru lahko pride do smrti.

## Seznam sklicev
1. 1 2 3 4 5  Kreft, Samo (2013). Sodobna fitoterapija : z dokazi podprta uporaba zdravilnih rastlin. Slovensko farmacevtsko društvo. str. 457 - 461. COBISS 266260736. ISBN 978-961-92900-4-0.
2. 1 2  Willfort, Richard; uredil Franc Vogelnik (1988). Zdravilne rastline in njih uporaba. Založba Obzorja. str. 35, 36. COBISS 3741440. ISBN 86-377-0303-8.
3. ↑  »Pravilnik o uvrstitvi ogroženih rastlinskih in živalskih vrst v rdeči seznam, Priloga 1«. Pravni red RS. Pridobljeno 22. novembra 2020.
4. ↑  https://www.zeliscasalvia.si/blog/arnika-je-redka-travniska-princesa-ki-zivi-v-hribih.or%5B%5D Arnika je redka travniška rastlina], Pridobljeno 30. 1. 2023
5. ↑  Toplak Galle, dr. Katja (2002). Zdravilne rastline na Slovenskem. Mladinska knjiga. str. 58. COBISS 117423872. ISBN 86-11-15167-4.
6. ↑  Bohinc, dr. Pavle (1985). Slovenske zdravilne rastline : vodnik za nabiranje in pripravo zdravilnih zališč. Mladinska knjiga. str. 56. COBISS 15023617.